# Pagode Liuhe

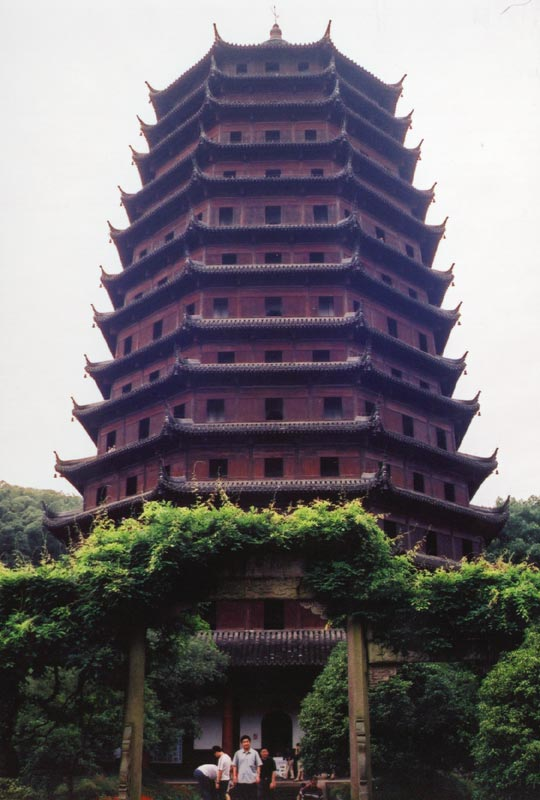
La Pagode Liuhe

La Pagode Liuhe (chinois : 六和塔 ; pinyin : Liùhé Tǎ ; litt. « Pagode des six harmonies » ou « Tour des six harmonies »), est une pagode de treize étages située au sud de la ville de Hangzhou, dans la province du Zhejiang, en Chine.
Elle est située au pied de la colline Yuelun, qui fait face à la rivière Qiantang. Elle est à l'origine construite durant la dynastie des Song du Nord (960 - 1127), détruite en 1121 et complètement reconstruite en 1165, durant la dynastie des Song du Sud (1127 - 1279 AD). Ses étages en bois ont été fortement restaurés en 1900.